# Acumenos
Acumenos (do grego Ακουμενός) foi um médico de Atenas que viveu no século V a.C. e é mencionado como sendo chegado a Sócrates.
Era pai de Erixímaco, também médico, que é introduzido como um dos discursantes n´O Banquete de Platão.
É também mencionado numa colecção de cartas primeiramente publicadas por Leão Alácio em 1637 (Epist. Socralis et Socraticorum), e novamente por Orellius em 1815.